# Somerset Creek (vattendrag i Bahamas)
Somerset Creek är ett vattendrag i Bahamas.   Det ligger i distriktet North Andros District, i den sydvästra delen av landet, 60 km sydväst om huvudstaden Nassau.
I omgivningarna runt Somerset Creek växer huvudsakligen savannskog.